# Piero Ballerini
Pour les articles homonymes, voir Ballerini.
Piero Ballerini (né le 20 mars 1901 à Côme et mort le 30 juin 1955  à Rome) est un réalisateur et scénariste Italien.

## Biographie
Piero Ballerini a exercé comme assistant réalisateur, notamment en France, avant de réaliser son premier film en 1935 La Freccia d'oro, en collaboration avec Corrado D'Errico. Parmi ses films qu'il a dirigé jusqu'en 1946 émergent  Piccolo Hôtel et une version de Lucia di Lammermoor.
Après l'Armistice de Cassibile, il a suivi, comme quelques autres cinéastes italiens, l'invitation de la République de Salo de se rendre à Cinevillaggio (Venise) où il a tourné Fatto di cronaca. 
Après la Seconde Guerre mondiale, son activité s'est limitée à quelques scénarios, son dernier ouvrage étant  La Vecchia (1954) et à la co-direction. Son dernier film notable est Peppino e la nobile (1954).

## Filmographie
- 1935 : Freccia d'oro (it)
- 1938 : L'ultima carta (it)
- 1939 : Piccolo hotel
- 1940 : È sbarcato un marinaio (it)
- 1941 : La sonnambula
- 1941 : L'ultimo combattimento (it)
- 1941 : La fuggitiva
- 1942 : La fanciulla dell'altra riva (it)
- 1943 : Sempre più difficile (it)
- 1944 : Fait divers (Fatto di cronaca)
- 1945 : L'angelo del miracolo (it)
- 1946 : Lucia di Lammermoor
- 1948 : Alguien se acerca
- 1954 : Peppino e la vecchia signora (it)
- 1954 : Peppino e la nobile